# Vademecum filipino o manual de conversación familiar español-tágalog
Vademecum filipino o manual de conversación familiar español-tágalog, pełny tytuł Vade-mecum filipino o manual de la conversación familiar español-tagálog. Seguido de un curioso Vocabulario de modismos Manileños. Obra de suma utilidad práctica a españoles e indios y en general a todo el que tenga necesidad de hacerse comprender en cualquiera de ambos idiomas – podręcznik do nauki języka tagalskiego autorstwa Venancia Maríi de Abelli opublikowany po raz pierwszy w 1868.
Jest jedną z najstarszych prac tego typu. Szybko zdobył znaczną popularność, do 1876 ukazało się aż 14 jego wydań. Ceniony za wychwycenie szeregu terminów i wyrażeń charakterystycznych dla ówczesnej Manili, zawiera również istotne informacje na temat sytuacji socjolingwistycznej na Filipinach w drugiej połowie XIX wieku. Materiał w nim zawarty wykorzystywały na szeroką skalę późniejsze opracowania leksykograficzne, w tym Diccionario de filipinismos (1921) Wenceslao Retany. 